# Eduard Hallier (Architekt)
Eduard Hallier (* 2. März 1836 in Hamburg; † 12. Juni 1889 ebenda) war ein deutscher Architekt und Politiker. 

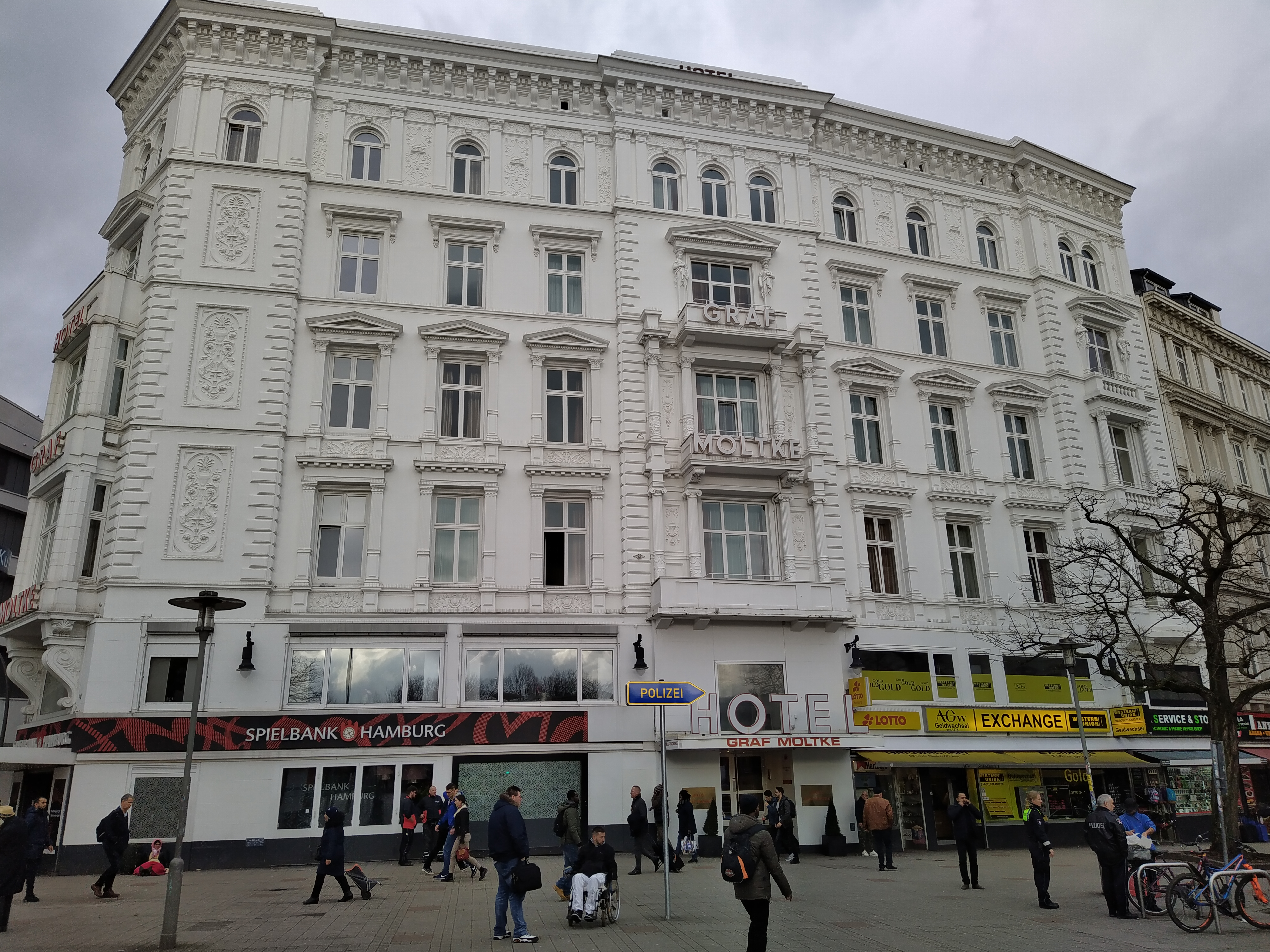
Hotel Graf Moltke, Hamburg (2020)

Nach einem Studium an der Polytechnischen Schule Karlsruhe unternahm Hallier ausgedehnte Bildungsreisen nach Italien, Belgien, Frankreich und England, wo er unter anderem Kenntnisse im Bau von damals neuartigen Kontorhäusern sammelte. Zurück in Hamburg, gründete er mit seinem Partner Hinrich Fittschen das Architekturbüro Hallier & Fittschen; gemeinsam bauten sie in der Folgezeit neben zahlreichen Privathäusern, Villen und Kontorhäusern auch soziale Einrichtungen wie Wohnstifte und Schulen. Erhaltene Beispiele für seinen an klassizistischen Vorbildern orientierten Baustil sind zum Beispiel das heutige Hotel Graf Moltke am Steindamm in St. Georg oder die Wohnhausbebauung Spaldingstraße 41–45 in Hammerbrook. 
Neben seiner Architektentätigkeit war Hallier Mitglied der Hamburgischen Bürgerschaft (Fraktion der Rechten) und engagierte sich auch sozialpolitisch. Besondere Bedeutung erlangte er 1887 als Gründungsmitglied des Vereins für Volkskaffeehallen (VfV), der im Auftrag des Senats die „Kaffeeklappen“ im Hamburger Freihafen baute und betrieb. Hallier lieferte die Entwürfe für die ersten dieser neuartigen Selbstbedienungsrestaurants, die als soziale Vorzeigeeinrichtungen praktische Zweckmäßigkeit mit einem „würdigen“ Erscheinungsbild verbinden und sich harmonisch in die Hafenarchitektur insbesondere der Speicherstadt einfügen sollten. Einige der von ihm entworfenen Bauten wurden erst nach seinem frühen Tod ausgeführt, 1897 existierten im Hafengebiet bereits 22 Speisehallen mit einem Fassungsvermögen von 250 bis 1000 Personen. 
Der Botaniker Ernst Hallier war sein Bruder, der Jurist und Bücherhallen-Gründer Eduard Hallier sein Sohn. 